# Tia Carrere
Althea Rae Janairo (Honolulú, Hawái, 2 de enero de 1967), conocida artísticamente como Tia Carrere, es una actriz, modelo y cantante estadounidense. Se destacó por el papel de la cazatesoros Sydney Fox en la serie televisiva Relic Hunter (Cazatesoros), coproducida por Canadá y Reino Unido, y en la que comparte reparto junto a Christien Anholt.

## Primeros años
Carrere, de ascendencia filipina, china y española, participó a los 17 años en la edición de 1985 del programa-concurso Star Search, del que fue eliminada en la primera ronda. A raíz del programa, fue reconocida por un productor cinematográfico mientras hacía compras con sus padres en una tienda de verduras de Waikīkī; la contratan para participar en una película de serie B: Zombie Nightmare.

## Carrera
Gracias a su éxito inicial, Carrere se trasladó a Los Ángeles, donde después de trabajar varios meses como modelo, consiguió un papel en la telenovela diaria General Hospital, entre 1985 y 1987. Durante este tiempo, también apareció en las series Tour of Duty y The A-Team; a esta última iba a unirse, pero finalmente tuvo que renunciar debido a sus obligaciones con General Hospital. Su personaje sólo apareció en un capítulo y nunca más fue mencionado.
Carrere también apareció en las series MacGyver (en el papel de una atractiva instructora de kárate), Misterio para tres y Married with children; también en la película Dos duros sobre ruedas (1991).
Para el público en general, Carrere se dio a conocer en el papel de Cassandra, una cantante de rock y el amor del personaje de Mike Myers, en Wayne's World (1992), papel que repitió el año siguiente en Wayne's World 2. Cantante con formación, Carrere interpretó todas sus canciones en ambas películas; rechazó incluso un papel en la serie Baywatch para preparar su papel en la primera de las películas.
El 22 de noviembre de 1992, Carrere se casó con el productor italo-libanés Elie Samaha; participó en varias de las películas producidas por su marido, ninguna de las cuales alcanzó gran éxito. Otros papeles, después de los de la saga de Wayne, han sido el de la malvada Juno Skinner, en True Lies (1994, junto a Arnold Schwarzenegger); la atracadora Gina Walker, en The Immortals (1995), y la profesora Victoria Chapell, en Aprende como puedas (1996).
Desde 1999 hasta 2002, Tia Carrere interpretó el papel de la profesora de arqueología Sydney Fox, en Relic Hunter (Cazatesoros), una serie de aventuras con reminiscencias de Indiana Jones; la serie estuvo al aire tres temporadas hasta su cancelación. Más recientemente, Carrere prestó su voz al personaje de Nani, la hermana de Lilo en la película de animación Lilo & Stitch (2002) y sus secuelas, y a la Reina Tyr'ahnee en la serie de animación Duck Dodgers (2003).
Carrere apareció desnuda en la edición de enero de 2003 de la revista Playboy; años atrás, había utilizado una doble de cuerpo en la grabación de una escena con desnudo en la película Little Tokyo: ataque frontal. La revista People la incluyó en su lista de las 50 personas más bellas del mundo (1992).
Paralelamente a su carrera cinematográfica, Carrere ha seguido trabajando en su carrera musical. En 1993 publicó su primer álbum, Dream, que llegó a ser disco de platino en Filipinas. Ese mismo año participó en la banda sonora de Batman: la máscara del fantasma, interpretando el tema de cierre de la película, «I Never Even Told You». En agosto de 2003 Carrere recibió el premio a toda su carrera por parte de la presidenta de Filipinas, Gloria Macapagal Arroyo.

## Vida personal

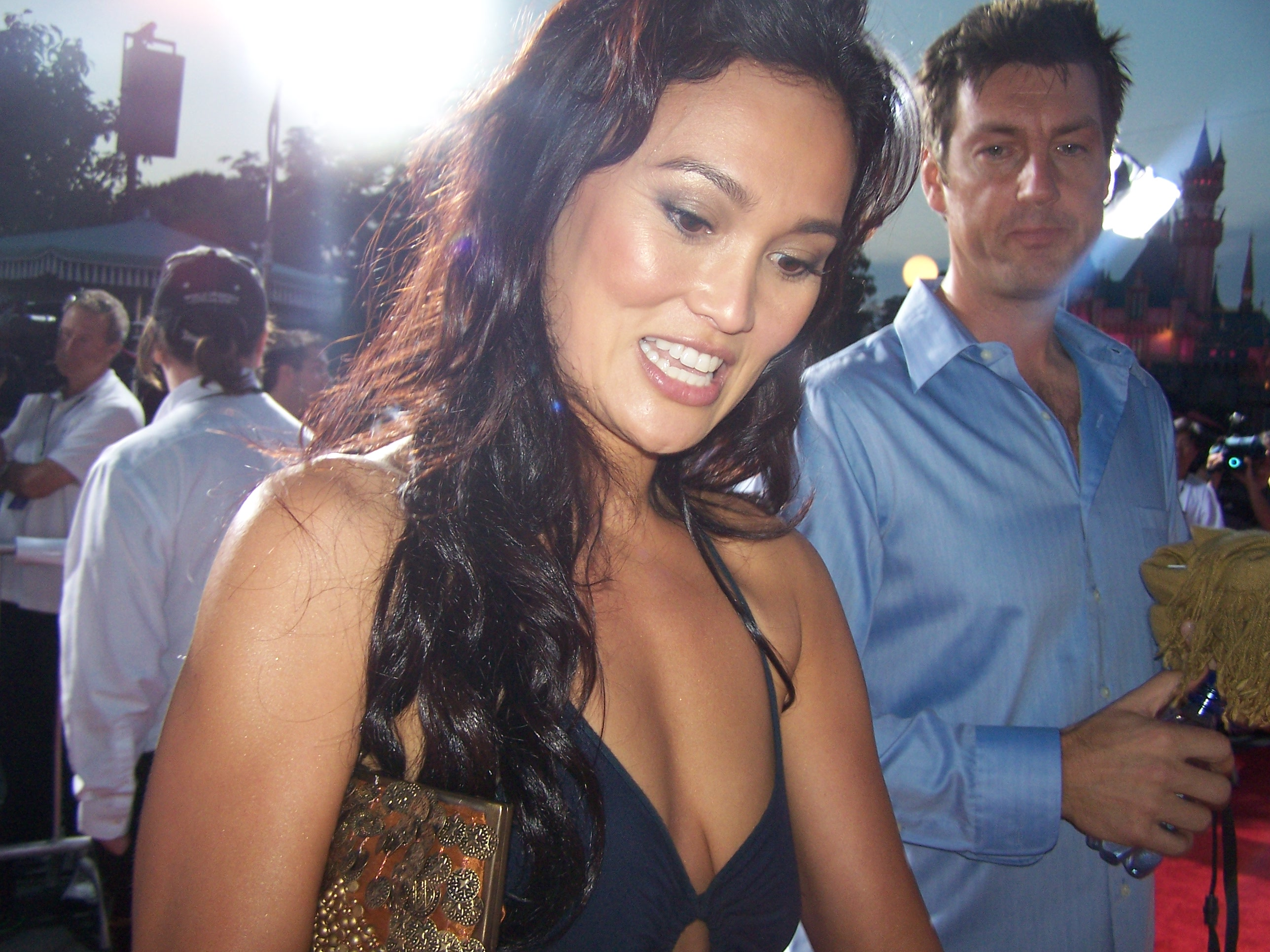
Tia Carrere.

Carrere se divorció de su primer marido en febrero de 2000, y se casó de nuevo, esta vez con el periodista Simon Wakelin, el 31 de diciembre de 2002. Tienen un hijo, Jude, nacido el 25 de septiembre de 2005. En 2010 Carrere se divorció de su segundo marido; ambos comparten la custodia de Bianca.
Participó como concursante en el reality show Dancing with the Stars, pero fue eliminada el 3 de febrero de 2006, después de haberse caído más de una vez durante su interpretación. Se adjudicó el Premio Grammy en dos ocasiones por los álbumes Ikena (2009) y Huana Ke Aloha (2011).
En la actualidad, Carrere vive en Toronto, Canadá.

## Filmografía

### Cine
| Año  | Título                                                              | Personaje            | Notas                                        |
| ---- | ------------------------------------------------------------------- | -------------------- | -------------------------------------------- |
| 1987 | Zombie Nightmare                                                    | Amy                  |                                              |
| 1988 | Aloha Summer                                                        | Lani                 | Acting debut                                 |
| 1989 | Fine Gold                                                           | Stella               |                                              |
| 1990 | Enemy                                                               | Mai Chang            | Directo a vídeo                              |
| 1991 | Showdown in Little Tokyo                                            | Minako Okeya         |                                              |
| 1991 | Harley Davidson and the Marlboro Man (Dos duros sobre ruedas [Esp]) | Kimiko               |                                              |
| 1992 | Wayne's World                                                       | Cassandra Wong       |                                              |
| 1992 | Little Sister                                                       | Adrienne             |                                              |
| 1993 | Rising Sun (Sol naciente [Esp])                                     | Jingo Asakuma        |                                              |
| 1993 | Quick                                                               | Janet Sakamoto       | Directo a vídeo                              |
| 1993 | Treacherous                                                         | Dr. Jessica Jamison  | Directo a vídeo                              |
| 1993 | Wayne's World 2                                                     | Cassandra Wong       |                                              |
| 1994 | True Lies                                                           | Juno Skinner         |                                              |
| 1995 | Jury Duty (¿y dónde está el jurado? [Esp])                          | Monica               |                                              |
| 1995 | The Immortals                                                       | Gina Walker          | Directo a vídeo. También productora asociada |
| 1995 | Hostile Intentions                                                  | Nora                 | Directo a vídeo                              |
| 1996 | Hollow Point (Punto de impacto [Esp])                               | Diane Norwood        |                                              |
| 1996 | High School High (Aprende como puedas [Esp])                        | Victoria Chapell     |                                              |
| 1996 | Natural Enemy                                                       | Christina            | Directo a vídeo                              |
| 1997 | Kull the Conqueror (Kull el conquistador [Esp])                     | Akivasha             |                                              |
| 1997 | Top of the World                                                    | Rebecca Mercer       |                                              |
| 1998 | Scar City (La ciudad marcada [Esp])                                 | Candy                |                                              |
| 1998 | 20 Dates                                                            | Ella misma           | No acreditada. Productora ejecutiva          |
| 1999 | My Teacher's Wife (La mujer de mi profesor [Esp])                   | Vicky Mueller        |                                              |
| 1999 | Five Aces (Amigos hasta el final [Esp])                             | Karen Haggerty       | Directo a vídeo                              |
| 1999 | If...Dog...Rabbit                                                   |                      | Directo-a-vídeo. Productora co-ejecutiva     |
| 2000 | Merlin: The Return                                                  | Dr. Joan Maxwell     |                                              |
| 2002 | Lilo & Stitch                                                       | Nani Pelekai         | Voz                                          |
| 2002 | Meet Prince Charming                                                | Samantha Feld        |                                              |
| 2003 | Stitch! The Movie                                                   | Nani Pelekai         | Voz. Directo a vídeo                         |
| 2005 | Aloha, Scooby-Doo!                                                  | Snookie              | Voz. Directo a vídeo                         |
| 2005 | Back in the Day                                                     | Loot                 | Directo a vídeo                              |
| 2005 | Lilo & Stitch 2: Stitch Has a Glitch                                | Nani Pelekai         | Voz. Directo a vídeo                         |
| 2006 | Leroy & Stitch                                                      | Nani Pelekai         | Voz. Directo a vídeo                         |
| 2008 | Dark Honeymoon                                                      | Miranda              | Directo a vídeo                              |
| 2009 | Wild Cherry                                                         | Señorita Jane Haumea |                                              |
| 2010 | Hard Breakers                                                       | Jodie                |                                              |
| 2011 | You May Not Kiss the Bride                                          | Lani                 |                                              |
| 2012 | Collision Course                                                    | Kate Parks           |                                              |
| 2013 | Final Recourse                                                      | Michelle Gaines      | También productora asociada                  |
| 2014 | Gunshot Straight (Juego sucio en Las Vegas [Esp])                   | Leanne               | Directo a vídeo                              |
| 2015 | Pirates Code: The Adventures of Mickey Matson                       | Kelly                |                                              |
| 2015 | Behind Palm Swings                                                  | Cherry Bomb          | Corto                                        |
| 2015 | Tom and Jerry: Spy Quest                                            | Jezebel Jade         | Voz. Directo a vídeo                         |
| 2016 | Business Unusual                                                    | Ella                 | Corto                                        |
| 2016 | Showdown in Manila                                                  | Sra. Catherine Wells |                                              |
| 2016 | The Girl                                                            | Madre                |                                              |
| 2017 | Palm Swings                                                         | Señorita Cherry Bomb |                                              |
| 2018 | The Legend of Hallowaiian                                           | Nana                 | Voz. Directo a vídeo                         |
| 2022 | Easter Sunday                                                       | Tita Theresa         | [ 4 ]                                        |
| 2024 | Waltzing with Brando                                                | Madame Leroy         | [ 5 ]                                        |
| 2025 | Lilo & Stitch                                                       | Mrs. Kekoa           | [ 6 ]                                        |

### Televisión
| Año       | Título                                          | Personaje                                        | Notas                                           |
| --------- | ----------------------------------------------- | ------------------------------------------------ | ----------------------------------------------- |
| 1985      | Cover Up                                        | Philippines Contestant                           | Episode: "Who's Trying to Kill Miss Globe?"     |
| 1985      | Covenant                                        | Girl at Golden Calf                              | Television movie                                |
| 1985      | Airwolf                                         | Kiki Tinabi                                      | television debut                                |
|           |                                                 |                                                  | Episode: "Annie Oakley"                         |
| 1985-1986 | General Hospital                                | Jade Soong                                       | recurring role; 16 episodes                     |
| 1986      | The A-Team                                      | Tia                                              | Episode: "The Sound of Thunder"                 |
| 1986      | MacGyver                                        | Lisa Chan                                        | Episode: "The Wish Child"                       |
| 1987-1988 | The New Hollywood Squares                       | Herself (Panelist)                               | 4 episodes                                      |
| 1987      | Tour of Duty                                    | Lang                                             | Episode: "Dislocations"                         |
| 1988      | Noble House                                     | Venus Poon                                       | Television Miniseries; 4 episodes               |
| 1988      | MacGyver                                        | Tiu                                              | Episode: "Murderer's Sky"                       |
| 1989      | The Road Raiders                                | Cyanne                                           | Televisión movie                                |
| 1989      | Anything But Love                               | Cey                                              | Episode: "Those Lips, Those Thais"              |
| 1990      | Friday the 13th: The Series                     | Michiko Tanaka                                   | Episode: "Year of the Monkey"                   |
| 1990      | Quantum Leap                                    | Chu-Hoi                                          | Episode: "The Leap Home: Part 2 (Vietnam)"      |
| 1990      | Married... with Children                        | Piper Bauman                                     | Episode: "Kelly Bounces Back"                   |
| 1991      | Intimate Stranger                               | Mina                                             | Television movie                                |
| 1992      | Tales from the Crypt                            | Scarlett                                         | Episode: "On a Deadman's Chest"                 |
| 1995      | Nothing But the Truth                           | Simone Gideon                                    | Television movie                                |
| 1995-1996 | Murder One                                      | Beverly Nichols                                  | recurring role; 3 episodes                      |
| 1996      | Desert Breeze                                   | unknown role                                     | Televisión movie                                |
| 1997      | Happily Ever After: Fairy Tales for Every Child | Mija (voice role)                                | Episode: "The Little Mermaid"                   |
| 1998      | Dogboys                                         | District Attorney Jennifer Dern                  | Televisión movie                                |
| 1998      | Veronica's Closet                               | Kim                                              | Episode: "Veronica's on the Herb"               |
| 1998      | Hércules (Hércules [Esp])                       | Marigold (voice role)                            | Episode: "Hercules and the Golden Touch"        |
| 1999      | The Night of the Headless Horseman              | Katrina Van Tassel (voice role)                  | Television movie                                |
| 1999-2002 | Relic Hunter                                    | Sydney Fox                                       | Protagonist; 66 episodes                        |
| 2000-2001 | Hollywood Squares                               | Herself (Panelist)                               | 15 episodes                                     |
| 2001      | The Test                                        | Herself (Panelist)                               | Episode: "The Libido Test"                      |
| 2003-2005 | Duck Dodgers                                    | Queen Tyr'ahnee - The Martian Queen (voice role) | series regular; 20 episodes                     |
| 2003-2006 | Lilo & Stitch: The Series                       | Nani Pelekai (voice role)                        | series regular; 18 episodes                     |
| 2004      | Johnny Bravo                                    | Herself/additional voices (voice role)           | recurring role; 4 episodes                      |
| 2004      | Megas XLR                                       | Darklos (voice role)                             | Episode: "DMV: Department of Megas Violations"  |
| 2004      | Torn Apart                                      | Vicki Westin                                     | Televisión movie                                |
| 2005      | Supernova—The Day the World Catches Fire        | Lisa Delgado                                     | Television movie                                |
| 2005      | American Dragon: Jake Long                      | Yan Yan (voice role)                             | Episode: "Fu and Tell"                          |
| 2006      | The O. C.                                       | Dean Torres                                      | Episode: "The Gringos"                          |
| 2006      | Dancing with the Stars                          | Herself (contestant)                             | 8 episodes                                      |
| 2007      | Back To You                                     | Maggie                                           | Episode: "A Night of Possibilities"             |
| 2007      | Nip/Tuck                                        | Mistress Dark Pain                               | Episode: "Carly Summers"                        |
| 2007      | Curb Your Enthusiasm                            | Cha Cha                                          | recurring role; 3 episodes                      |
| 2008      | Untitled Liz Meriwether Project                 | Paula Poland                                     | Television movie                                |
| 2009      | CSI: Miami                                      | Jacqueline Parsons                               | Episode: "Bolt Action"                          |
| 2010      | Warehouse 13                                    | Agent Katie Logan                                | 2 episodes                                      |
| 2010      | Iron Chef America: The Series                   | Herself (Guest Judge)                            | Episode: "Michael Symons vs. Makoto Okuwa: Uni" |
| 2011      | True Justice                                    | Lisa Clayton                                     | 2 episodes                                      |
| 2011      | Combat Hospital                                 | Jessica Draycott                                 | Episode: "It's My Party"                        |
| 2011-2013 | Scooby-Doo! Mystery Incorporated                | Amy Cavenaugh/Judy Reeves (voice role)           | series regular; 14 episodes                     |
| 2012      | In Plain Sight                                  | Lia Hernandez                                    | recurring role; 4 episodes                      |
| 2012      | The Apprentice                                  | Herself (Contestant)                             | 14 episodes                                     |
| 2013      | The Birthday Boys                               | Herself                                          | Episode: "Cool Machine"                         |
| 2014      | Asteroid vs Earth                               | Marissa Knox                                     | Televisión movie                                |
| 2014      | Uncle Grandpa                                   | Island Girl (voice role)                         | Episode: "Vacation"                             |
| 2015      | Hawaii Five-0 (Hawaii 5-0 [Esp])                | Makana Kalakauna                                 | 2 episodes                                      |
| 2016      | Family Guy                                      | Hawaiian Woman (voice role)                      | Episode: "An App a Day"                         |
| 2017      | Mickey and the Roadster Racers                  | Auntie Olina (voice role)                        | 3 episodes                                      |
| 2017      | Blue Bloods                                     | Chow Lin                                         | Episode: "The Enemy Of My Enemy"                |
| 2018      | Stretch Armstrong and the Flex Fighters         | Officer Santos/Mechanica (voice role)            | 3 episodes                                      |
| 2019      | Dollface                                        | Teresa                                           | Episode: "Fun Friend"                           |
| 2020      | AJ and the Queen                                | Lady Danger                                      | Series Regular                                  |
| 2020      | The Eric Andre Show                             | Herself                                          |                                                 |

| Semana | Baile / Canción                            | Puntuación de jueces | Puntuación de jueces | Puntuación de jueces | Resultado |
| Semana | Baile / Canción                            | Inaba                | Goodman              | Tonioli              | Resultado |
| ------ | ------------------------------------------ | -------------------- | -------------------- | -------------------- | --------- |
| 1      | Walz / "What a Wonderful World"            | 6                    | 7                    | 7                    | Fondo dos |
| 2      | Rumba / "Emotion"                          | 7                    | 8                    | 7                    | A salvo   |
| 3      | Tango / "Por una Cabeza"                   | 9                    | 8                    | 9                    | A salvo   |
| 4      | Foxtrot / "Dream a Little Dream of Me"     | 9                    | 8                    | 8                    | Fondo dos |
| 5      | Samba / "No More Tears (Enough Is Enough)" | 7                    | 7                    | 8                    | Eliminada |
| 5      | Grupo de Salsa / "Rhythm is Gonna Get You" | No se dio puntuación | No se dio puntuación | No se dio puntuación | Eliminada |

### Videojuegos
| Año  | Título                          | Personaje    | Notas                  |
| ---- | ------------------------------- | ------------ | ---------------------- |
| 1995 | The Daedalus Encounter          | Ari Matheson | Sistemas 3DO, Mac y PC |
| 2002 | Disney's Stitch: Experiment 626 | Nani         | Sistema PlayStation 2  |
| 2006 | Saints Row                      | Lin          | Sistema Xbox 360       |
| 2013 | Saints Row IV                   | Lin          | Contenido cortado      |

## Discografía

### Álbum de estudio
| Año  | Título         | Notas             |
| ---- | -------------- | ----------------- |
| 1993 | Dream          |                   |
| 2007 | Hawaiiana      |                   |
| 2008 | Ikena          | Junto a Daniel Ho |
| 2009 | He Nani        | Junto a Daniel Ho |
| 2010 | Huana Ke Aloha |                   |

### Bandas sonoras
| Año  | Título                                                                             |
| ---- | ---------------------------------------------------------------------------------- |
| 1992 | Wayne's World: Music from the Motion Picture                                       |
| 1993 | Batman: Mask of the Phantasm The Animated Movie Original Motion Picture Soundtrack |

## Premios y nominaciones
| Año  | Otorga                   | Premio                                                          | Trabajo         | Resultado |
| ---- | ------------------------ | --------------------------------------------------------------- | --------------- | --------- |
| 1992 | MTV Movie + TV Award     | Mujer más deseada                                               | Wayne's World   | Nominada  |
| 1994 | ShoWest Convention Award | Estrella femenina del mañana                                    | N/A             | Ganó      |
| 1995 | MTV Movie + TV Award     | Mejor secuencia de baile (compartido con Arnold Schwarzenegger) | True Lies       | Nominada  |
| 1995 | Saturn Award             | Mejor actriz de soporte                                         | True Lies       | Nominada  |
| 2001 | ALMA Award               | Actriz principal destacada en una Serie Drama Sindicado         | Relic Hunter    | Nominada  |
| 2006 | DVD Exclusive Award      | Mejor actriz de soporte en una película de estreno de DVD       | Back in the Day | Nominada  |
| 2007 | Grammy Award             | Mejor álbum de música hawaiana                                  | Hawaiiana       | Nominada  |
| 2008 | Grammy Award             | Mejor álbum de música hawaiana                                  | Ikena           | Ganó      |
| 2009 | Grammy Award             | Mejor álbum de música hawaiana                                  | He Nani         | Nominada  |
| 2010 | Grammy Award             | Mejor álbum de música hawaiana                                  | Huana Ke Aloha  | Ganó      |